# Hyloxalus chocoensis
Espèce
Synonymes
- Hylixalus chocoensis Boulenger, 1912
- Colostethus chocoensis (Boulenger, 1912)

Statut de conservation UICN

 EN  : En danger
Hyloxalus chocoensis est une espèce d'amphibiens de la famille des Dendrobatidae.

## Répartition
Cette espèce est endémique de Colombie. Elle se rencontre dans les départements de Chocó et d'Antioquia jusqu'à 800 m d'altitude dans le bassin du río San Juan. 

## Description
L'holotype de Hyloxalus chocoensis mesure 26 mm. Son dos est gris noirâtre et présente une strie peu visible de chaque côté et une fine ligne vertébrale grise. Sa lèvre supérieure est ornée de petites taches blanches. Ses cuisses et ses tibias sont rayés de noir. Sa face ventrale est blanches avec quelques taches ou marbrures noirâtres.

## Taxinomie
Des spécimens précédemment attribués à cette espèce n'en faisaient pas partie. C'est ainsi que ceux du Panama appartiennent en fait à une autre espèce non décrite et ceux de l'Équateur à Anomaloglossus confusus.

## Étymologie
Son nom d'espèce, composé de choco et du suffixe latin -ensis, « qui vit dans, qui habite », lui a été donné en référence au lieu de sa découverte.

## Publication originale
- Boulenger, 1912 : Descriptions of new Batrachians from the Andes of South America, preserved in the British Museum. Annals and Magazine of Natural History, sér. 8, vol. 10, p. 185-191 (texte intégral).